# Quebrada Santa Elena
La Quebrada Santa Elena es la corriente de agua más importante del oriente de la ciudad de Medellín. Nace a 2680 m s. n. m. en el Cerro Espíritu Santo, tiene una longitud de 25 km y desemboca en el río Medellín a 1453 m s. n. m. al frente de la desembocadura de la Quebrada La Iguaná y al costado de la Plaza Minorista, después de atravesar sectores de Santa Elena, Buenos Aires, Villa Hermosa y La Candelaria.

## Historia
Medellín se desarrolló en una colina situada en la cuenca baja de la quebrada Santa Elena. En un principio, este curso de agua fue conocido como riachuelo Aná o quebrada Aguasal. En el siglo XIX su márgenes comenzaron a poblarse con residencias con grandes antejardines.

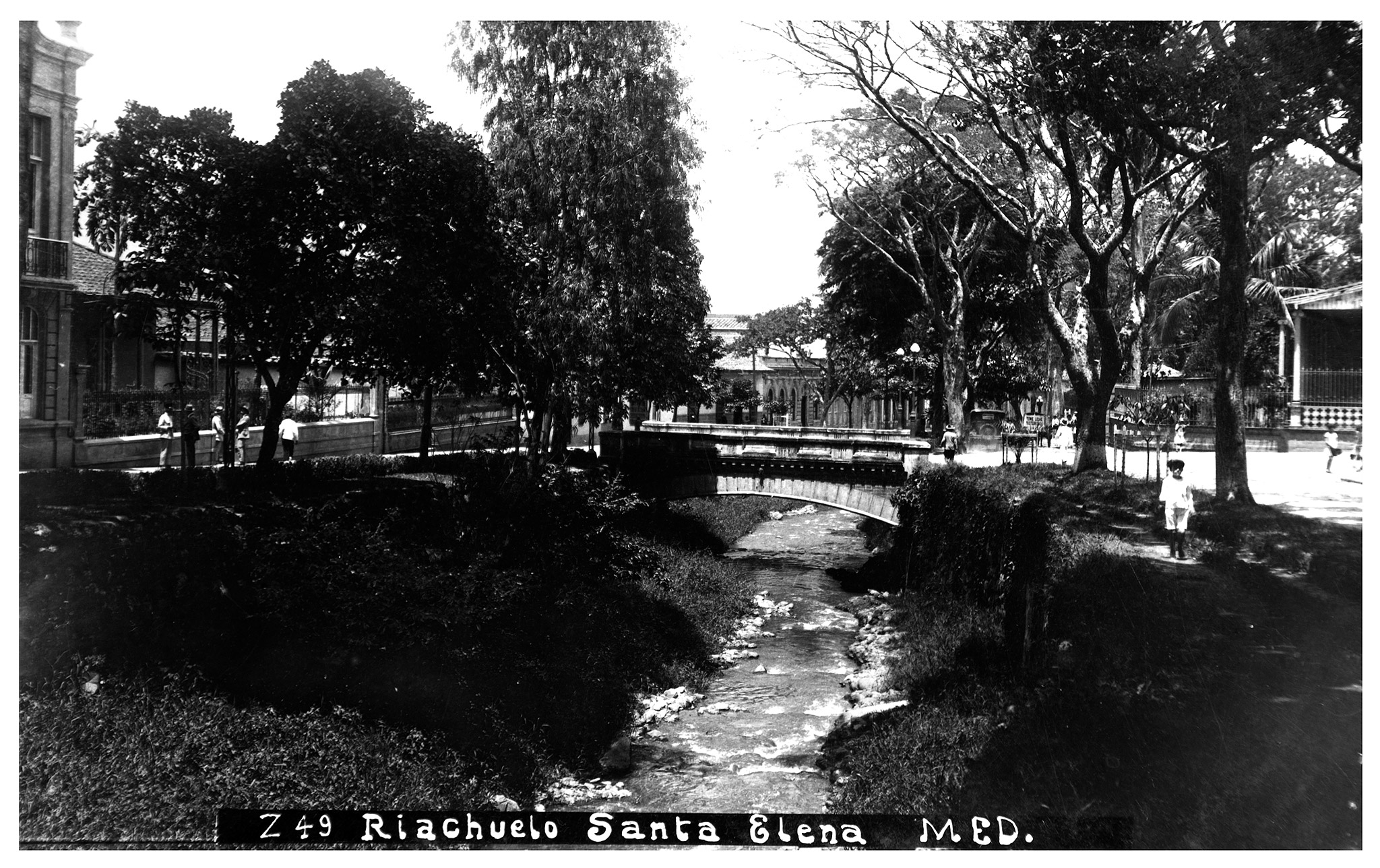
La quebrada a su paso por el centro de Medellín antes de ser canalizada.

En ese entonces se dividió en cuatro sectores: sus dos márgenes y dos sectores separados por la iglesia de la Veracruz. "Quebrada abajo" iba desde ese lugar hasta la desembocadura en el río Medellín. "Quebrada arriba" iba por su parte desde el templo de Veracruz hasta el puente de la Toma, hoy carrera Carabobo. En la segunda vivía la élite de la ciudad y según el escritor Tomás Carrasquilla era “el lugar obligado para caminatas, jiras y paseos de las gentes elegantes del cogollo".
En 1924, la oficina de Ingeniería Municipal canalizó la quebrada a su paso por el centro de Medellín con el argumento de que era necesario para el progreso y la salubridad de la ciudad. Aún conserva su lecho natural desde su nacimiento hasta el teatro Pablo Tobón Uribe; además en las comunas de Villa Hermosa y Buenos Aires es aún un referente ambiental sumamente importante, teniendo un parque lineal y propiciando que el Tranvía de Ayacucho rodee sus márgenes en algunos puntos de su recorrido.

### Curso y afluentes
Esta es una de las pocas quebradas nacidas en el Altiplano de Oriente que se despeñan hacia la ciudad, razón por la cual su recorrido geomorfológico tiene 3 tipos, la parte alta de la cuenca corre sinuosa por el altiplano, la parte media se compone de una serie de desfiladeros y cascadas al bajar por la vertiente; y la parte baja corresponde a la llanura aluvial del río Medellín.
Tiene charcos naturales en la parte alta y media de su cuenca, además de abastecer varios acueductos; se caracteriza también por tener un recorrido relativamente calmo (al menos en comparación con otras quebradas del Valle de Aburrá), los registros de avenidas torrenciales no han sido tan elevados, a pesar de haber generado más de un desastre en la época reciente principalmente en el barrio Caicedo, costando incluso vidas humanas.
Hoy cumple un papel fundamental en el abastecimiento de algunos acueductos de la parte alta de la ciudad. El Túnel de Oriente, que atraviesa transversalmente la cuenca, podría ocasionar infiltraciones.
Cuenta con numerosos afluentes entre los que se destacan las quebradas La Castro (principal tributaria), San Pedro, La Bocana, La Palencia, La Loca, Chorro Hondo, Media Luna, Avícola, Santa Bárbara, entre otras.